# بات سميث
بات سميث (بالإنجليزية: Pat Smith)‏ هو مصارع هاوي أمريكي، ولد في 21 سبتمبر 1970.

## روابط خارجية
- بات سميث على موقع قاعدة بيانات المصارعة الدولية (الإنجليزية)